# Counterpart
Counterpart är en amerikansk sci-fi-serie skapad av Justin Marks och producerad av Starz. Serien sändes i två säsonger med vardera 10 avsnitt. Det första avsnittet regisserades av Morten Tyldum och sändes i USA den 10 december 2017. I Sverige hade serien premiär den 22 januari 2018 på Viaplay.

## Handling
Howard Silk har arbetat på avdelningen för Samverkan på en byrå inom FN i Berlin under de senaste 30 åren. Han arbetar med att läsa upp kryptiska meddelanden till personer från andra sidan, men har för låg befattning för att få veta vad arbetet verkligen går ut på. Byrån har byggts kring en portal till ett parallellt universum som har delat tidslinje med vårt fram till kalla kriget. I och med öppnandet av portalen började händelseförloppet på de båda sidorna att divergera. Silks motsvarighet på den andra sidan är en fältagent som regelbundet reser till vår sida för att hämta tillbaka personer som inte hör hemma här. Fraktioner som har uppstått i byrån på andra sidan har spillt över till vår sida och försätter Silk och hans fru i fara.

## Rollbesättning

### Huvudkaraktärer
- J.K. Simmons som Howard Silk, anställd på avdelningen för Samverkan
- Olivia Williams som Emily Silk, Howards fru
- Harry Lloyd som Peter Quayle, chef för avdelningen för Strategi
- Nazanin Boniadi som Clare
- Sara Serraiocco som Nadia Fierro / Baldwin
- Ulrich Thomsen som Aldrich
- Nicholas Pinnock som Ian Shaw

## Produktion
Serien beställdes i april 2015 då det även blev officiellt att J. K. Simmons skulle inneha huvudrollen. Produktionen påbörjades i december 2016 i Los Angeles, och det meddelades att serien även skulle filmas på andra platser i USA samt i Europa, bland annat i Berlin, där serien utspelar sig.